# Linda Lingle
Linda Lingle (geboren Linda Cutter, Saint Louis, Missouri, 4 juni 1953) is een Amerikaans politica namens de Republikeinse Partij. Van 2 december 2002 tot 6 december 2010 was ze de 6e gouverneur van de staat Hawaii.

## Levensloop
Lingle studeerde aan de California State University - Northridge en behaalde daar cum laude een bachelor in 1975. Kort daarna volgde ze haar vader naar Hawaï en begon daar na verloop van tijd een eigen krant, de Molokai Free Press. Met haar eerste man, Charles Lingle, trouwde zij in 1972. Ze gingen uit elkaar, maar zij behield wel zijn naam. In 1986 trouwde ze met William Crockett, met hem bleef Lingle elf jaar samen tot ze ook van elkaar scheidden.
In 1990 werd Lingle gekozen in de volksraad van Maui County. Ze had daarin tien jaar zitting. Na haar vertrek werd ze de burgemeester van het county. Lingle werd met haar 37 jaar de jongste burgemeester ooit van het county. Ze zorgde in haar periode als burgemeester voor een groei van het toerisme en voor meer werkgelegenheid.
Bij de gouverneursverkiezingen in 1998 stelde Lingle zich verkiesbaar voor de Republikeinse Partij. Tot dan toe was slechts eenmaal, en dat in 1962, een Republikein gouverneur geweest van Hawaï. Vanuit het Democratisch kamp werd een lastercampagne gestart waarbij gesuggereerd werd dat ze lesbisch was en het kerstfeest als feestdag wilde afschaffen. Mede daardoor verloor Lingle de verkiezingen nipt.
Na haar nederlaag werd Lingle benoemd als voorzitter van de afdeling Hawaï van de Republikeinse Partij. Bij gouverneursverkiezingen in 2002 stelde zij zich opnieuw verkiesbaar en slaagde er dit keer wel in te winnen. Daarmee werd zij de eerste vrouwelijke gouverneur van Hawaï.
Als gouverneur stemde ze in met een wet waarbij daders in zedenzaken op een website kwamen te staan, en een wet die uitging van het principe dat misdadigers bij drie wetsovertredingen levenslang krijgen. In 2006 werd ze herkozen als gouverneur met een grote meerderheid van stemmen. Lingle had een groeiende bekendheid en mocht in 2008 bijvoorbeeld de Republikeinse Conventie toespreken. In 2010 sprak ze haar veto uit over een wet die het huwelijk regelde tussen mensen van dezelfde sekse. Volgens haar moest hier per referendum over worden beslist. In datzelfde jaar stelde Lingle zich niet meer verkiesbaar voor het gouverneurschap en werd daarom in januari 2011 opgevolgd door de Democraat Neil Abercrombie.
- Gemeinsame Normdatei: 1197248544
- Library of Congress Control Number: no2022110882
- SNAC: w6p08zz6
- Virtual International Authority File: 6749157162106478980001
- WorldCat: E39PBJhmHKmgcF7vtGkRy6kVYP